# 基利士杜

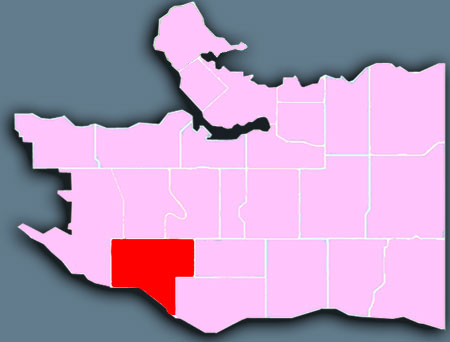
在溫哥華市內的位置

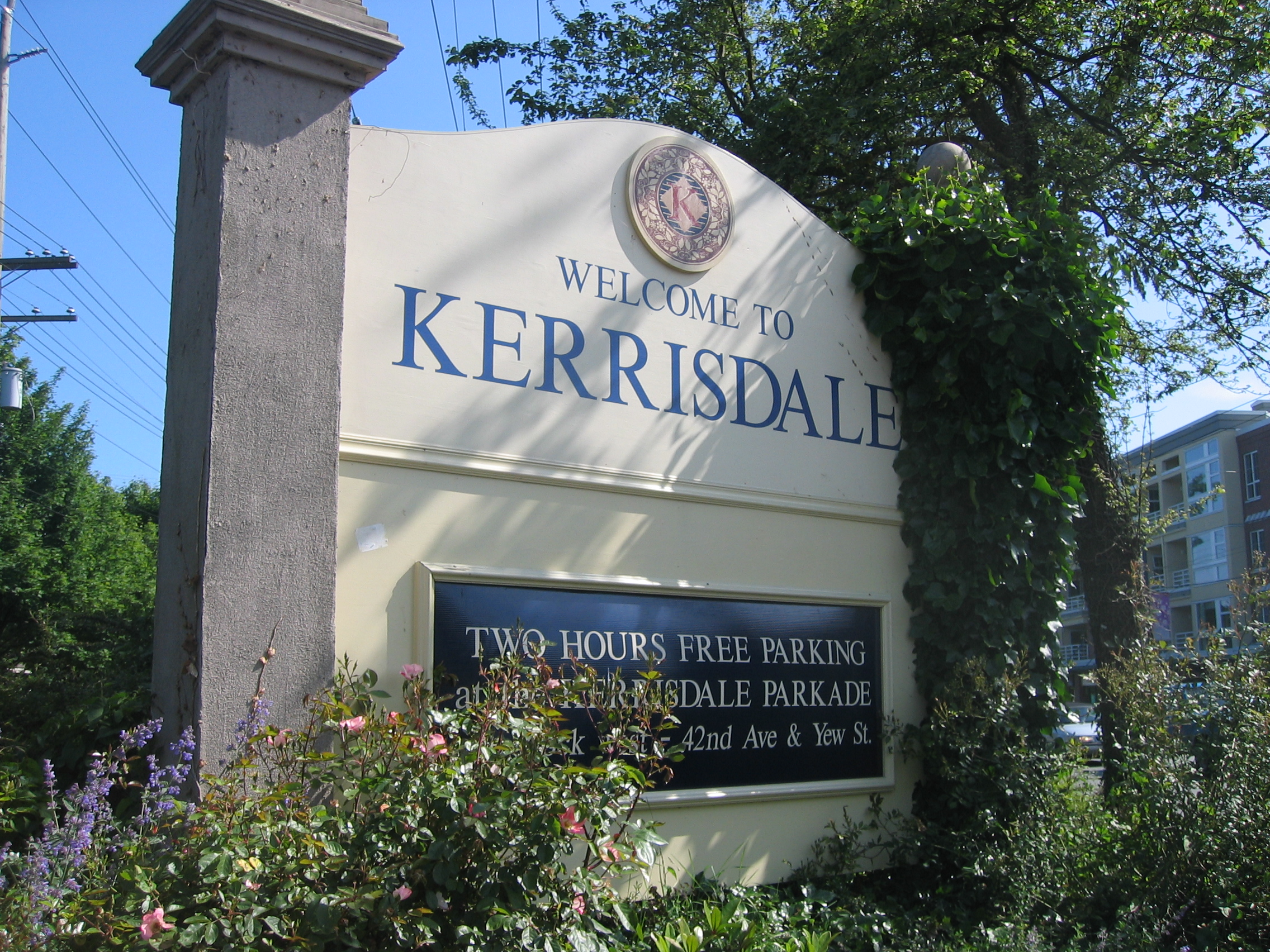
基利士杜購物區的歡迎標誌，靠近41街及西大道

基利士杜，又譯嘉利士杜，是加拿大卑詩省溫哥華的一個社區，位於該市西部，人口多為歐裔及亞裔。其購物區大致沿著洋松街（Larch Street）與楓樹街（Maple Street）之間的西41街路段以及37街與49街之間的西大道（West Boulevard）路段延伸。儘管該市在市政上將基利士杜劃定為41街以南（41街以北劃定為阿標特斯嶺），但該地區的大多數居民認為該地區的邊界為北至西33街，東至加蘭護街（Granville Street），南至西57街，西至白蘭軒街（Blenheim Street）。馬寶（Marpole）社區的北部通常也被認為是基利士杜的一部分，因此有些人將該地區稱為基利士杜-馬寶（Kerrisdale-Marpole）。基利士杜的西南部因其位於城市的南部而被稱為南區（Southlands）。南區以其馬廄及鄉郊氛圍而聞名，位於菲沙河北岸的河漫灘上。

## 延伸閱讀
- Majury, N. (1994). "Signs of the times: Kerrisdale, a neighbourhood in transition." The Canadian Geographer 38, 265-70.

## 外部連結
- City of Vancouver - Kerrisdale （页面存档备份，存于）
- Vancouver Public Library - Kerrisdale Branch （页面存档备份，存于）
- Kerrisdale Community Centre （页面存档备份，存于）
- Footage of erection of the Kerrisdale Arena, City of Vancouver Archives[]
- The Kerrisdale Bowladrome in 1959 （页面存档备份，存于）